# Sedia ergonomica
La sedia ergonomica è una particolare sedia progettata seguendo i principi dell'ergonomia.
Si parla di ergonomia già nel 1700 con il primo trattato di medicina del lavoro: De morbis artificum diatria (Le malattie dei lavoratori).
Tale sedia permette di assumere una corretta postura e prevenire diversi disturbi derivati da un non corretto rapporto tra l’utente e lo strumento utilizzato.
Il design varia in base ai campi di utilizzo della sedia ergonomica.

## Tipologie

### Sedia ergonomica per studio, gaming o ufficio
Avere una corretta postura quando si è seduti è di fondamentale importanza per la nostra salute. Per questo motivo l’ergonomia è di fondamentale importanza per non incorrere in disturbi derivanti da cattive posture. Esistono sul mercato diversi tipi di sedie ergonomiche con diverse caratteristiche.
La normativa italiana ed europea individua precise regole per la progettazione della sedia ergonomica.
I principi base di progettazione sono:
- Altezza sedia: che deve essere regolabile per permettere sempre un appoggio ottimale della pianta del piede sul pavimento
- Profondità della seduta: che deve consentire alla Cavità poplitea di avere una distanza dal bordo della sedia di 3-5 cm per evitare pressioni in tale zona ed evitare sofferenze nella circolazione
- Inclinazione della seduta: che deve permettere al bacino di assumere un’inclinazione tale da consentire alla colonna di mantenere le corrette curvature anatomiche
- Supporto lombare: regolabile per consentire l’appoggio ed il sostegno della schiena rispettando la sua curvatura anatomica
- Inclinazione schienale: regolabile
- Rotazione: per gestire spostamenti senza penalizzare la postura
- Poggia gomiti: per ridurre le tensioni di spalle e braccia
- Poggia testa: regolabile per dare un supporto alla testa per ridurre le tensioni di collo e spalle
- Materiali: importanti per il comfort per favorire la traspirazione e ridurre la sudorazione
- Ruote: importanti per piccoli spostamenti senza sforzi

### Sedia ergonomica da massaggio
La sedia ergonomica da massaggio è progettata per consentire ad un operatore qualificato di eseguire massaggi.
La sua struttura permette all'operatore/terapista di eseguire il massaggio in totale sicurezza senza dover mantenere il cliente come accade su un normale sgabello.
Il design permette a chi riceve il massaggio di rilassarsi completamente.
La prima sedia ergonomica da massaggio nacque in America nel 1984 ad opera del masso-fisioterapista David Palmer che progettò una particolare sedia per poter eseguire massaggi in azienda.
Il progetto fu chiamato “una sedia in una scatola”. In un suo articolo pubblicato nel 1998 sulla rivista Positive Health Magazine racconta come è nata l’idea ed il progetto. (Una breve storia di massaggio da sedia – A brief history of chair massage)
Come per il lettino da massaggio anche per la sedia ergonomica da massaggio esistono diverse tecniche.
Le principali tecniche di massaggio sono:
- Office massage (massaggio da ufficio)
- Quick massage
- Chair massage / Massage assis / Massaggio su sedia
- Massaggio ammà